# Astridia velutina
Astridia velutina är en isörtsväxtart som beskrevs av Moritz Kurt Dinter. Astridia velutina ingår i släktet Astridia och familjen isörtsväxter. Inga underarter finns listade i Catalogue of Life.